# الدفاع المدني اليمني
مصلحة الدفاع المدني اليمني هي إدارة حكومية يمنية تابعة لوزارة الداخلية اليمنية، انشأت عام 1995، وتختص في تنظيم وادارة عمليات الدفاع المدني لمواجهة الحوادث والكوارث في عموم محافظات الجمهورية ووقاية المنشات والمرافق العامة والخاصة من الحرائق. تم اعتماد الاسم الحالي لها عام 2013 بناء على القرار الجمهوري رقم 15 الذي يهدف لإعادة هيكلة وزارة الداخلية اليمنية.